# Zgoniny
Zgoniny – kawałki słomy i wymłóconych kłosów powstałe w czasie młocki. W młocarni zgoniny są separowane za pomocą podsiewacza natomiast w młocarniach sztyftowych zgoniny wypadają razem z ziarnem, a następnie wymagają oczyszczenia na wialni. 
W tradycyjnej młocce na placu cepem, a także po omłocie w pierwszych prymitywnych młocarniach nieczyszczących, po omłocie oddzielano słomę od reszty widłami, następnie z pozostałości zganiano grabiami grubsze części z omłotu, które zwano zgoninami. Zgoniny zawierały drobne kawałki słomy, odłamane kłosy i ich części, zarówno wymłócone jak niewymłócone. Na placu pozostawało ziarno z drobniejszymi zanieczyszczeniami, które poddawano czyszczeniu.